# 春馬♨ゆかり
春馬♨ゆかり（はるま ゆかり、1978年5月21日 - ）は、日本の女優、タレント。
神奈川県出身。法政大学文学部卒業。ディグ・エスト所属。

## 来歴・人物
大学在学中に映画のオーディションに合格しデビュー。
女優・タレントとして舞台・TVなどで活動中。
演劇ユニット「おねがい鋼鉄ビンタ」のメンバーでもあり、定期的に公演を行っている。
2014年1月、テレビ朝日「お願い!ランキング」内で入籍したことを発表した。2014年3月23日放送の日本テレビ「有吉反省会」への出演を機に「春馬♨ゆかり」に改名した。
温泉番組「秘湯ロマン」出演時、タオルや水着着用NGという場所で、入浴の際にバスタオルを使わなかったことが話題となった。温泉ソムリエ、温泉入浴指導員の資格を持つ。テレビ朝日『ナニコレ珍百景』に「まずいパンあります」と言う文言が掲げられた店があるという情報を自ら投稿し、2014年6月25日の放送で「買うのに勇気がいるパン」として採用され放送された。
2015年、第1子を妊娠。
特技は、 水泳、バドミントン。

## 資格
- 高等学校一種教諭免許（地理歴史）
- 学校図書館司書教諭免許
- 温泉ソムリエ（アンバサダ）
- 温泉入浴指導員

## 出演

### テレビ
- 秘湯ロマン （テレビ朝日）レギュラー旅人（2003年〜）
- ドミソラ（福島放送）レギュラー出演（2013年4月〜）
- 日本の名峰・絶景探訪（BS-TBS）（2013年〜）
- お願い!ランキング （テレビ朝日）温泉特集、入浴剤特集など（2012〜2014年）
- アメトーーク! （テレビ朝日）”お風呂大好き芸人”紹介VTR出演（2012年8月）
- みんなの疑問 ニュースなぜ太郎（テレビ朝日）日帰り温泉特集コーナー出演（2014年1月）
- 有吉反省会（日本テレビ）（2014年3月）
- あるある議事堂（テレビ朝日、2016年10月23日）
- マツコ&有吉かりそめ天国（テレビ朝日、2017年9月7日）- 欲望スペシャル 禁断の欲望を叶えて幸せに! 「秘湯ロマン」に混ざりたい! （梨木まい、神谷美伽、西村瑞樹と混浴）

### テレビドラマ
- かりゆし先生ちばる!（2009年6月29日〜9月18日、テレビ東京） - 神谷沙希 役

### 映画
- 千年の恋 ひかる源氏物語（2001年）
- 深紅（2005年）

### 舞台
- 夢知無恥ぷれぜんつ「おんせん先生」（2007）
- 夢知無恥ぷれぜんつ「茶柱婦人」（2008）
- 夢知無恥ぷれぜんつ「猫舌ブギ」（2010）
- 夢知無恥ぷれぜんつ「ふきだす絵本」（2012）
- おねがい鋼鉄ビンタ vol.1「妖怪大迷惑」（2010年）
- おねがい鋼鉄ビンタ vol.2「LET'S ヨウソロ!」（2011年）
- おねがい鋼鉄ビンタ vol.3「ONE ROOM × 同居可」（2011年）
- おねがい鋼鉄ビンタ vol.4「スタンド・イン」（2012年）
- おねがい鋼鉄ビンタ vol.5「Re:サービス」（2012年）
- おねがい鋼鉄ビンタ vol.6「幸町ポータブルランド」（2012年）
- おねがい鋼鉄ビンタ vol.7「時空堂」（2013年4月）
- おねがい鋼鉄ビンタ vol.8「コップの中の嵐」（2013年9月）
- おねがい鋼鉄ビンタ vol.9「さよならメッセンジャー」（2014年5月14〜18日・中野テアトルBONBON）
- 「お妊婦たちのララバイ」（2013年1月）
- 「セイギノミカタ」（2013年7月）

### CM・広告
- 日立 PAMエアコン白くまくん・「白くまくん　花粉押し出しの勝ち」篇」
- 君津住宅

### PV
- サザンオールスターズ「愛と欲望の日々」（2004年）
- 福山雅治「東京」（2005年）
- MISIA「Sea of Dreams」（2006年）